# Mushishi
För andra betydelser, se Mushishi (olika betydelser).
Mushishi (蟲師) är en manga skriven och tecknad av Yuki Urushibara. Den publicerades som tidningsserie hos Kōdansha, från 1999 till augusti 2008. Historierna om de mystiska varelserna mushi och den värld de lever i har även blivit bearbetade till två animerade TV-serier och två långfilmer (varav en spelfilm).

## Historien
Historien kretsar kring primitiva varelser som går under namnet mushi och som ofta förevisar övernaturliga krafter. Mushi, som beskrivs ha förbindelse med själva livets källa, ska vara långt mer rena och grundläggande än andra levande varelser. Genom sin ofta flyktiga natur fortgår deras existens ofta obemärkt för de flesta människor. Det finns dock vissa som äger kunnandet att se och – mer eller mindre – kunna hantera mushi och de problem som dessa kan ge upphov till.
En sådan person är Ginko (ギンコ), seriens huvudperson. Han marknadsför sig själv som en mushi-mästare (蟲師, mushi-shi) och vandrar omkring i sitt mushi-letande och diro utforskande. Från och till träffar han på människor som lider av problem orsakade av mushi. Serien är episodisk till sin natur, och det enda som binder samman avsnitten med varandra är Ginko och den värld – ett lantligt och ålderdomligt Japan långt från städer och moderniteter – där mushi verkar i sina olika manifestationer.

## Produktioner
Yuki Urushibaras manga publicerades i tidningen Afternoon Seasons Zōkan från 1999 till 2002 och i dess systertidning Afternoon från 2002 till 2008. Därefter återutgavs serieavsnitten i tio olika tankōbon-volymer hos Kōdansha; motsvarande utgåvor finns bland annat i översättning till engelska (förlaget Del Rey, utgivet mellan 2007 och 2010).
Mangan bearbetades till en tv-anime under 2005, betitlad Mushi-shi i den amerikanska DVD-utgåvan. Studion Artland producerade animeserien, medan Hiroshi Nagahama regisserade. Fuji TV stod för de första japanska TV-visningarna.
En spelfilm med skådespelare, i regi av Katsuhiro Ōtomo, hade 2006 sin världspremiär på filmfestivalen i Venedig.
2014 producerades en ny säsong av animeserien, baserad på Urushibaras mangaavsnitt. Samtidigt animerades två specialavsnitt, varav ett (det andra) av dubbel normal avsnittslängd. Året efter hade även en animerad långfilm premiär.
Mushishi har även blivit föremål för datorspel och andra kringprodukter.
Som manga blev Mushishi en stor framgång hos både de japanska läsarna och kritikerna. Den toppade ofta försäljningslistorna för japanska serieböcker, och totalt har den sålt i över 3,8 miljoner exemplar.

## Utmärkelser
Mushishi-mangan vann ett "Excellence Prize" vid 2003 års Japan Media Arts Festival och vann dessutom 2006 förlaget Kōdanshas eget seriepris.